# داني حداد
داني حداد هو مبارز بالسيف لبناني، ولد في 16 سبتمبر 1960.

## وصلات خارجية
- داني حداد على موقع أوليمبيديا (الإنجليزية)